# Yeti trong văn hóa đại chúng

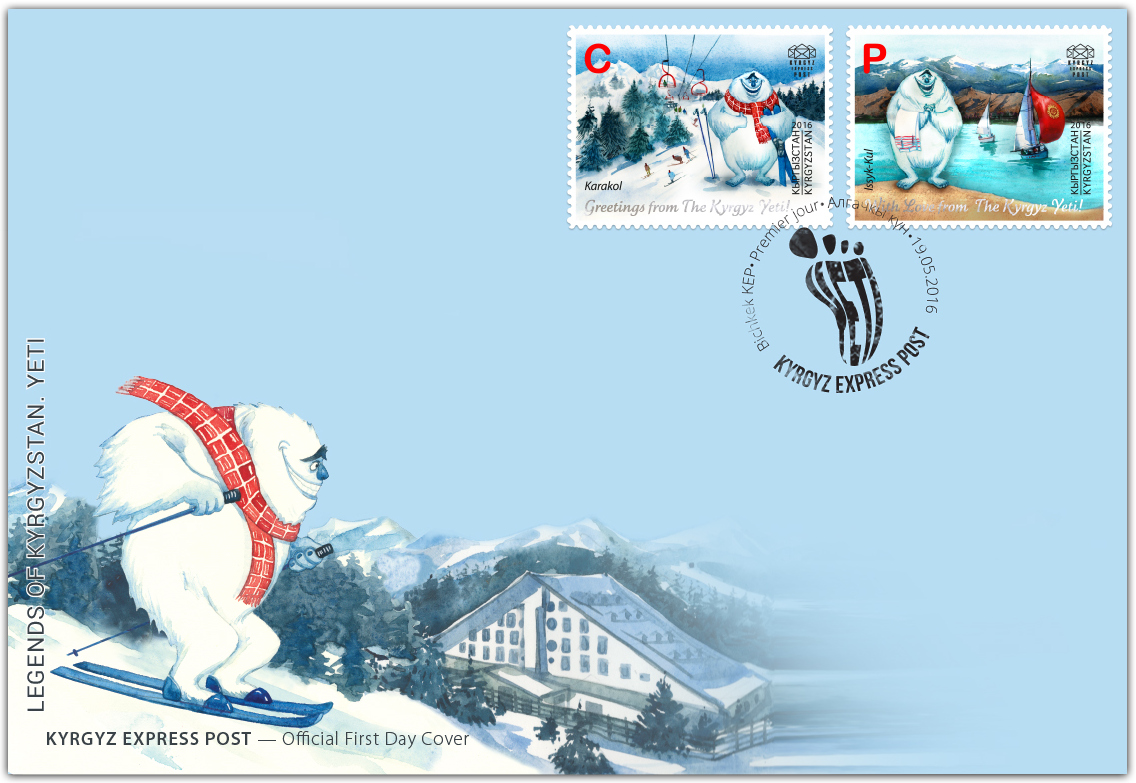
Bìa thư lấy hình ảnh Yeti

Yeti là một sinh vật giống vượn sống ở dãy núi Himalaya ở châu Á. Trong văn hóa đại chúng phương Tây, sinh vật này thường được gọi là Người tuyết. Nó thường xuyên được mô tả trong văn hóa đại chúng của khu vực cũng như trong các bộ phim, văn học, âm nhạc, trò chơi điện tử liên quan đến khu vực. Quốc gia ở dãy Himalaya là Nepal đã chọn Yeti làm linh vật cho chiến dịch quảng cáo du lịch của mình với khẩu hiệu "chuyến thăm Nepal 2020".